# Описане коло

Описане коло многокутника — коло, що містить всі вершини многокутника. Центром є точка (прийнято позначати O) перетину серединних перпендикулярів до сторін многокутника.
Центр описаного кола опуклого n-кутника лежить на точці перетину серединних перпендикулярів його сторін. Звідси випливає, що коли навколо n-кутника побудоване описане коло, то всі серединні перпендикуляри до його сторін перетинаються в одній точці (центрі кола).
Навколо будь-якого правильного многокутника можна описати коло.

## Трикутник

Коло, описане довкола трикутника

- Навколо будь-якого трикутника можна описати коло, до того ж тільки одне. Його центром буде точка перетину серединних перпендикулярів.

- У гострокутного трикутника центр описаного кола лежить всередині, у тупокутного — поза трикутником, у прямокутного — на середині гіпотенузи.

Гострокутний
Тупокутний
Прямокутний

Позначаємо літерою О точку перетину серединних перпендикулярів до його сторін та проведемо відрізки ОА, ОВ і ОС. Оскільки точка О рівновіддалена від вершин трикутника АВС, то ОА = OB = ОС. Тому коло з центром О радіусу ОА проходить через всі три вершини трикутника і, отже, є описаним навколо трикутника ABC.
- 3 4 кіл, описаних відносно серединних трикутників (утворених середніми лініями трикутника), перетинаються в одній точці всередині трикутника. Ця точка і є центром описаного кола основного трикутника.
- Центр описаного навколо трикутника кола служить ортоцентром трикутника з вершинами на серединах сторін даного трикутника. Ортоцентр трикутника — це точка перетину висот трикутника або їх продовжень.
- Відстань від вершини трикутника до ортоцентра вдвічі більше, ніж відстань від центра описаного кола до протилежної сторони.
- Радіус описаного кола можна знайти за формулами:

{\displaystyle R={\frac {abc}{4S}}}

{\displaystyle R={\frac {a}{2\sin \alpha }}}

{\displaystyle R={\frac {abc}{\sqrt {(a+b+c)(-a+b+c)(a-b+c)(a+b-c)}}}={\frac {abc}{4{\sqrt {p(p-a)(p-b)(p-c)}}}}}

Де:

{\displaystyle a,b,c} — сторони трикутника,

{\displaystyle \alpha } — кут, що лежить навпроти сторони {\displaystyle a},

{\displaystyle p} — півпериметр трикутника.
{\displaystyle S} — площа трикутника.
- Положення центра описаного кола.

Нехай {\displaystyle ~{\mathbf {r} }_{A},{\mathbf {r} }_{B},{\mathbf {r} }_{C}} радіус-вектори вершин трикутника,
{\displaystyle ~\mathbf {r} _{O}} — радіус-вектор центра описаного кола. Тоді
{\displaystyle ~\mathbf {r} _{O}=\alpha _{A}\mathbf {r} _{A}+\alpha _{B}\mathbf {r} _{B}+\alpha _{C}\mathbf {r} _{C}}
де
{\displaystyle \alpha _{A}={\frac {a^{2}}{8S^{2}}}(\mathbf {r} _{A}-\mathbf {r} _{B},\mathbf {r} _{A}-\mathbf {r} _{C}),\qquad \alpha _{B}={\frac {b^{2}}{8S^{2}}}(\mathbf {r} _{B}-\mathbf {r} _{A},\mathbf {r} _{B}-\mathbf {r} _{C}),\qquad \alpha _{C}={\frac {c^{2}}{8S^{2}}}(\mathbf {r} _{C}-\mathbf {r} _{A},\mathbf {r} _{C}-\mathbf {r} _{B})}
- Рівняння описаного кола.

Нехай{\displaystyle ~{\mathbf {r} }_{A}=(x_{A},y_{A}),{\mathbf {r} }_{B}=(x_{B},y_{B}),{\mathbf {r} }_{C}=(x_{C},y_{C})}
координати вершин трикутника в певній декартовій системі координат на площині,
{\displaystyle ~\mathbf {r} _{O}=(x_{O},y_{O})} — координати центра описаного кола. Тоді
{\displaystyle x_{O}={\frac {1}{4S}}{\begin{vmatrix}x_{A}^{2}+y_{A}^{2}&y_{A}&1\\x_{B}^{2}+y_{B}^{2}&y_{B}&1\\x_{C}^{2}+y_{C}^{2}&y_{C}&1\end{vmatrix}}\qquad y_{O}=-{\frac {1}{4S}}{\begin{vmatrix}x_{A}^{2}+y_{A}^{2}&x_{A}&1\\x_{B}^{2}+y_{B}^{2}&x_{B}&1\\x_{C}^{2}+y_{C}^{2}&x_{C}&1\end{vmatrix}}}
а рівняння описаного кола має вигляд
{\displaystyle {\begin{vmatrix}x^{2}+y^{2}&x&y&1\\x_{A}^{2}+y_{A}^{2}&x_{A}&y_{A}&1\\x_{B}^{2}+y_{B}^{2}&x_{B}&y_{B}&1\\x_{C}^{2}+y_{C}^{2}&x_{C}&y_{C}&1\end{vmatrix}}=0}
Для точок {\displaystyle ~(x,y)}, що лежать всередині кола, визначник негативний, а для точок поза нею — позитивний.
- Теорема про тризубець: Якщо {\displaystyle W} — точка перетину бісектриси кута {\displaystyle A} з описаним колом, а {\displaystyle I} — центр вписаного кола то {\displaystyle |WI|=|WB|=|WC|}.

- Формула Ейлера: Якщо {\displaystyle d} — відстань між центрами вписаного і описаного кіл, а їхні радіуси дорівнюють {\displaystyle r} і {\displaystyle R} відповідно, то {\displaystyle d^{2}=R^{2}-2Rr}.

## Чотирикутник

Малюнок до теореми Птолемея

Вписаний простий (без самоперетинів) чотирикутник обов'язково є опуклим .
Навколо опуклого чотирикутника можна описати коло тоді й тільки тоді, коли сума його внутрішніх протилежних кутів дорівнює 180 ° (π радіан).
Радіус описаного кола правильного {\displaystyle n}-кутника з довжиною сторін {\displaystyle a} дорівнює:
{\displaystyle R={\frac {a}{2\sin {\frac {180^{\circ }}{n}}}}}
Можна описати коло навколо:
- будь-якого прямокутника (окремий випадок: квадрат)
- будь-якої рівнобедреної трапеції

- Теорема Птолемея: у чотирикутника, вписаного в коло, добуток довжин діагоналей дорівнює сумі добутків довжин пар протилежних сторін:[1]

|AC|·|BD| = |AB|·|CD| + |BC|·|AD|

## Многокутник
Якщо з відрізків скласти многокутник, то його площа буде максимальною, коли він вписаний.